# تامیل نادو نیوزپرینت
تامیل نادو نیوزپرینت (انگلیسی: Tamil Nadu Newsprint) شرکت کاغذسازی هندی است، که در سال ۱۹۷۹ تأسیس شد.